# Ingolfiella putealis
Ingolfiella putealis is een vlokreeftensoort uit de familie van de Ingolfiellidae. De wetenschappelijke naam van de soort is voor het eerst geldig gepubliceerd in 1976 door Stock.